# 청년고용할당제
청년할당제란 공공기관과 공기업에 매년 정원의 3%이상씩 34세 이하 청년 미취업자를 채용하도록 하는 대한민국의 정부제도이다.

## 청년할당제 사건
청년할당제 사건(2013헌마553)은 대한민국 헌법재판소 판례로 재판관 4(합헌):5(위헌) 의견으로 합헌결정되었다. 합헌의견에 따르면 "청년할당제는 최근 지속되고 있는 청년실업문제를 해소하고 지속적인 경제성장과 사회안정을 위해 도입한 것으로 입법목적이 정당하다"며 "청년할당제는 청년실업을 완화하는 데 다소나마 기여해 입법목적 달성에 적합한 수단"이고 "청년할당제는 모든 공공기관에 일률적으로 강제되는 것이 아니라 일정 규모 이상의 기관에만 적용되고 3년간 한시적으로만 시행돼 불이익을 최소화했다"며 "35세 이상 지원자들이 공공기관 취업기회에서 청년할당제 시행때문에 불이익을 받을 가능성은 현실적으로 크다고 볼 수 없어 조씨 등의 평등권을 침해했다고 볼 수 없다"고 덧붙였다.

## 참고 문헌
- 대한민국 헌법재판소 판례 2013헌마553